# Jan Amora
Jan Amora är ett distrikt i Etiopien. Det ligger i den norra delen av landet, 400 km norr om huvudstaden Addis Abeba.